# Stepzologi
Stepzologi er det første soloalbum af musikeren Stepz, der blev udgivet den 12. september 2019 via Universal Music.

## Modtagelse

### Anmeldelser
Emil Hansen, der er anmelder for Soundvenue, skrev, at "Stepz følger i sine rapkumpaners fodspor som soloartist, men bringer ikke meget nyt til torvs. ’Stepzologi’ er gaderap med latininspirerede indslag, og selv om der er stærke vers og små antræk til en ny lyd undervejs, viser albummet dansk rap anno 2019 i et vadested" og tildelte albummet tre ud af seks stjerner.
Anders Hjortskov, der er anmelder for GAFFA, tildelte ligeledes albummet tre ud af seks stjerner.

### Priser
Albummet var ved Danish Music Awards 2020 nomineret til Årets danske album, men prisen gik til Branco og Gillis fællesalbum Euro Connection.

## Spor
| 1.    | "Terminal 3"                                    | 2:40 |
| 2.    | "Panaroma"                                      | 3:07 |
| 3.    | "Vladimir Putin"                                | 2:59 |
| 4.    | "Cinco De Mayo"                                 | 2:48 |
| 5.    | "Samurai" (featuring Sivas)                     | 2:16 |
| 6.    | "Gimma Min Del" (featuring Benny Jamz)          | 2:18 |
| 7.    | "Endnu" (featuring Gilli, Benny Jamz og Branco) | 3:32 |
| 8.    | "Cara Mia" (featuring Sivas og Kesi)            | 2:34 |
| 9.    | "Dita" (featuring Benny Jamz)                   | 2:25 |
| 10.   | "BeBe"                                          | 3:03 |
| 11.   | "Dobbel Op"                                     | 2:26 |
| 12.   | "Bonvoy" (featuring Branco)                     | 2:38 |
| 13.   | "Inhaler"                                       | 2:30 |
| 14.   | "5 End 100"                                     | 2:27 |
| 15.   | "Rute 141"                                      | 3:05 |
| 16.   | "For Mig Selv"                                  | 2:48 |
| 43:56 |                                                 |      |